# Bei der Kupplerin

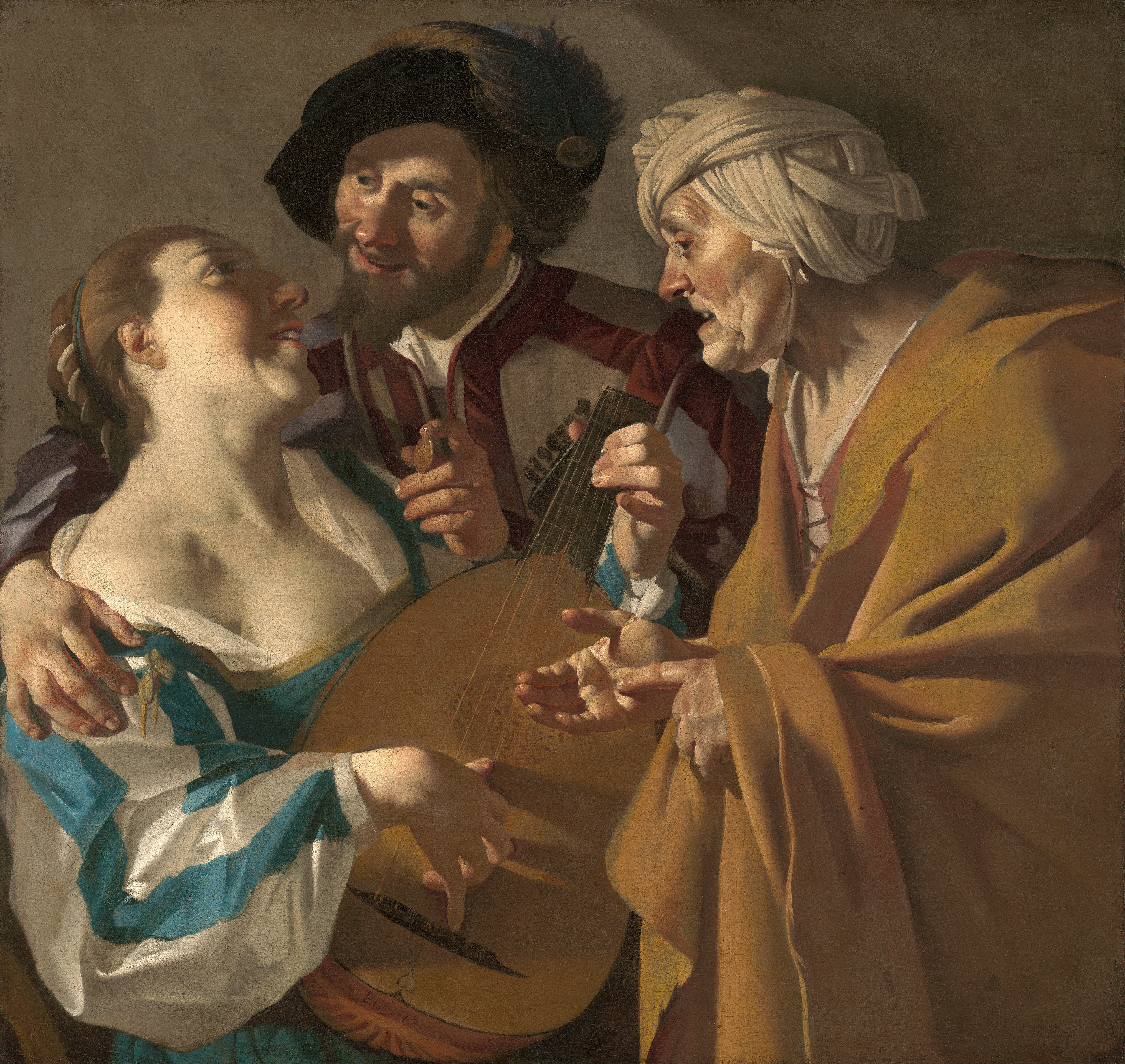
Die Kupplerin von Dirck van Baburen, 1622

Bei der Kupplerin ist ein Ölgemälde von Jan Vermeer aus dem Jahr 1656. Das 143 Zentimeter hohe und 130 Zentimeter breite Bild zeigt eine vierfigurige Genreszene, die in einem Bordell angesiedelt ist. Es ist das erste heute bekannte Bild Vermeers, das dieser Malereigattung zugeordnet werden kann. Es ist Teil der Sammlung der Gemäldegalerie Alte Meister in Dresden.

## Bildbeschreibung
Das Bild Bei der Kupplerin zeigt vier annähernd lebensgroße Figuren, die sich hinter einer den Körper von der Brust abwärts verdeckenden Barriere befinden. Sie kommunizieren sowohl untereinander als auch mit dem Betrachter. Die schwarz gekleidete alte Frau, das junge Mädchen und der sie von hinten umarmende Freier bilden eine inhaltliche und kompositorische Einheit. Der Mann am linken Bildrand, der ein Barett trägt und aus dem Bild herausblickt, befindet sich stattdessen abseits des Geschehens. Er prostet dem Betrachter mit einem Glas in der Hand zu und nimmt eine vermittelnde Position zwischen ihm und dem Geschehen im Bild ein. Er trägt ähnliche Kleidung wie der Mann in Die Malkunst und wird für eine Art Selbstbildnis Vermeers gehalten. Der Freier bezahlt gerade, was an der Münze in seiner Hand und der geöffneten Hand der Prostituierten deutlich wird, und greift dieser mit der anderen Hand an die Brust. Dabei werden beide von der Kupplerin aus dem Hintergrund beobachtet. Die junge Frau und der Freier bilden mit den gelben, roten und weißen Kleidungsstücken den farblichen Höhepunkt des Bildes, der den Blick des Betrachters anzieht. Die Frau umfasst ein Weinglas, das neben einer Karaffe auf der Barriere steht, und ist leicht errötet. Die weiße Spitzenhaube steht im Kontrast zu ihrem Tun. Ihr Gesicht ist sowohl durch die Lage im hellen Licht als auch durch die optische Zurücknahme des Kopfes des Freiers betont. Dessen Gesichtszüge sind unter dem großen Hut, der einen Schatten wirft, nur teilweise zu erkennen. An ihm wurden von Jan Vermeer während des Malprozesses noch einige Änderungen vorgenommen, die vor allem den bis dahin herrschenden Blickkontakt zwischen ihm und dem Mädchen rückgängig machten. Er konzentriert sich nun vor allem auf die Bezahlung, was den Kontakt zwischen den beiden entpersonalisiert. Der Kupplerin wird durch ihre Position im Hintergrund und ihren ein wenig verschlagen wirkenden Blick eine negative Rolle zugewiesen.
Die Szene wurde von Vermeer in einem Raum dargestellt, der von einer Wand im Hintergrund und einer Brüstung im Vordergrund definiert wird. Es könnte sich um einen Balkon oder Erker handeln. Über der Brüstung liegt ein türkischer Teppich aus Uşak. Der Teppich, fast ein Drittel des Gemäldes umfassend, zeigt einen Kelim mit Medaillons und Blättern und einen über diesen geworfenen Pelzmantel. Die tatsächliche räumliche Zuordnung der Personen ließ Vermeer weitestgehend im Unklaren. Mit der Barriere teilt sich das Bild in zwei nahezu gleich große Teile, deren Farben miteinander korrespondieren. Zudem teilt sich die obere Bildhälfte vertikal durch den Kontrast der beiden hell gehaltenen Figuren rechts und der beiden dunkel gehaltenen Figuren links. Der Schnittpunkt beider Grenzen betont die zentrale Handlung des Bezahlens des Freiers.

## Vorbilder

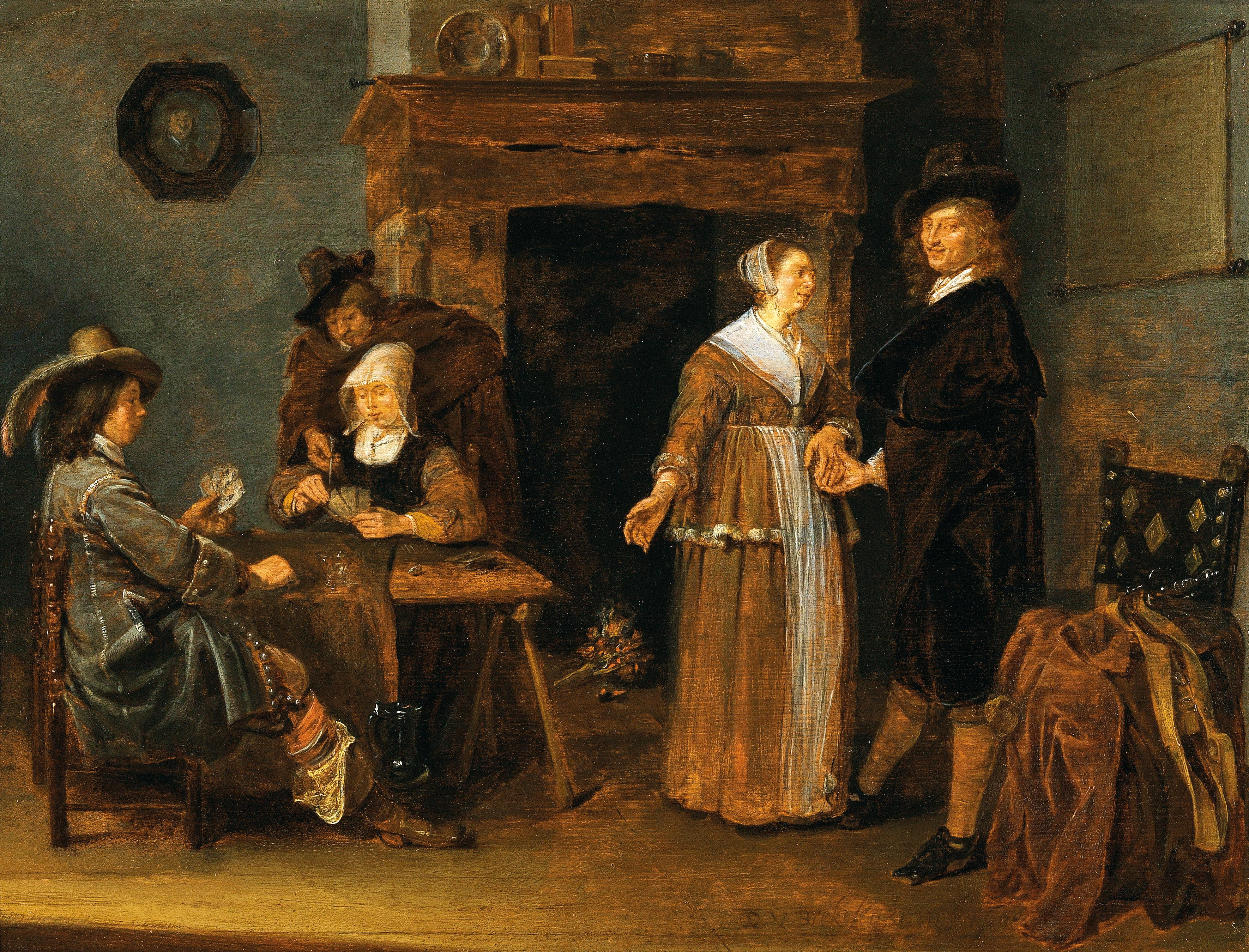
Kartenspielende Gesellschaft von Quiringh van Brekelenkam, 1648

Das Bild Bei der Kupplerin lehnt sich an verschiedene Vorbilder an und greift typische Elemente anderer Bilder mit dieser Thematik auf. Die Genremalerei war in den Niederlanden zur Zeit Jan Vermeers weit verbreitet und es gab einige Bilder, die sich thematisch mit dem Bordell und damit verbundenen Begebenheiten befassten. Das Bild Die Kupplerin von Dirck van Baburen, einer der Utrechter Caravaggisten, das 34 Jahre vor Bei der Kupplerin entstanden war, bildete wahrscheinlich den Ausgangspunkt für Jan Vermeer. Es befand sich in der Sammlung seiner Schwiegermutter und war ihm daher zugänglich. Zwischen beiden Bildern gibt es Parallelen wie das große Format und die annähernd lebensgroße Figurendarstellung. Hinzu kommen inhaltliche Gemeinsamkeiten wie der Mann, der einen Arm um eine junge Frau legt und eine Münze anbietet, und die beobachtende Position der Kupplerin. Die größten Unterschiede zwischen den beiden Bildern liegen in der Darstellung der Figuren, deren Gestik und Mimik bei Vermeer zurückgenommen sind und die er frontal zeigt. Das Bild Baburens griff Vermeer zudem in zwei weiteren seiner Gemälde als Bild im Bild wieder auf. Die Position und Haltung des am linken Bildrand befindlichen Mannes im Bild Vermeers findet ein Vorbild im Bild Bordellszene von Christiaen Gillisz. van Couwenbergh aus dem Jahr 1626. Couwenbergh lebte wie Jan Vermeer in Delft, so dass die Möglichkeit besteht, dass Vermeer das Bild kannte.
Neben diesen Werken wurde ein direkter Zusammenhang mit dem sechs Jahren früher entstandenen Werk „Kartenspielende Gesellschaft“ aus dem Jahr 1648 von Quiringh van Brekelenkam festgestellt. Der komplette linke Teil des Werkes van Brekelenkams, der im nahegelegenen Leiden lebte und in der dortigen Lukasgilde Mitglied war, wurde hier übernommen.

## Einordnung in das Gesamtwerk Vermeers
Jan Vermeer malte das Gemälde Bei der Kupplerin im Alter von 24 Jahren. Es markiert eine Veränderung in seinem Werk: weg von der Historienmalerei hin zur Genremalerei. Dabei wechselte er nicht nur den Inhalt seiner Bilder, die in der Folge überwiegend Genreszenen zeigten, sondern verlegte sich in der Folge dieses Bildes auf kleinere Motive.

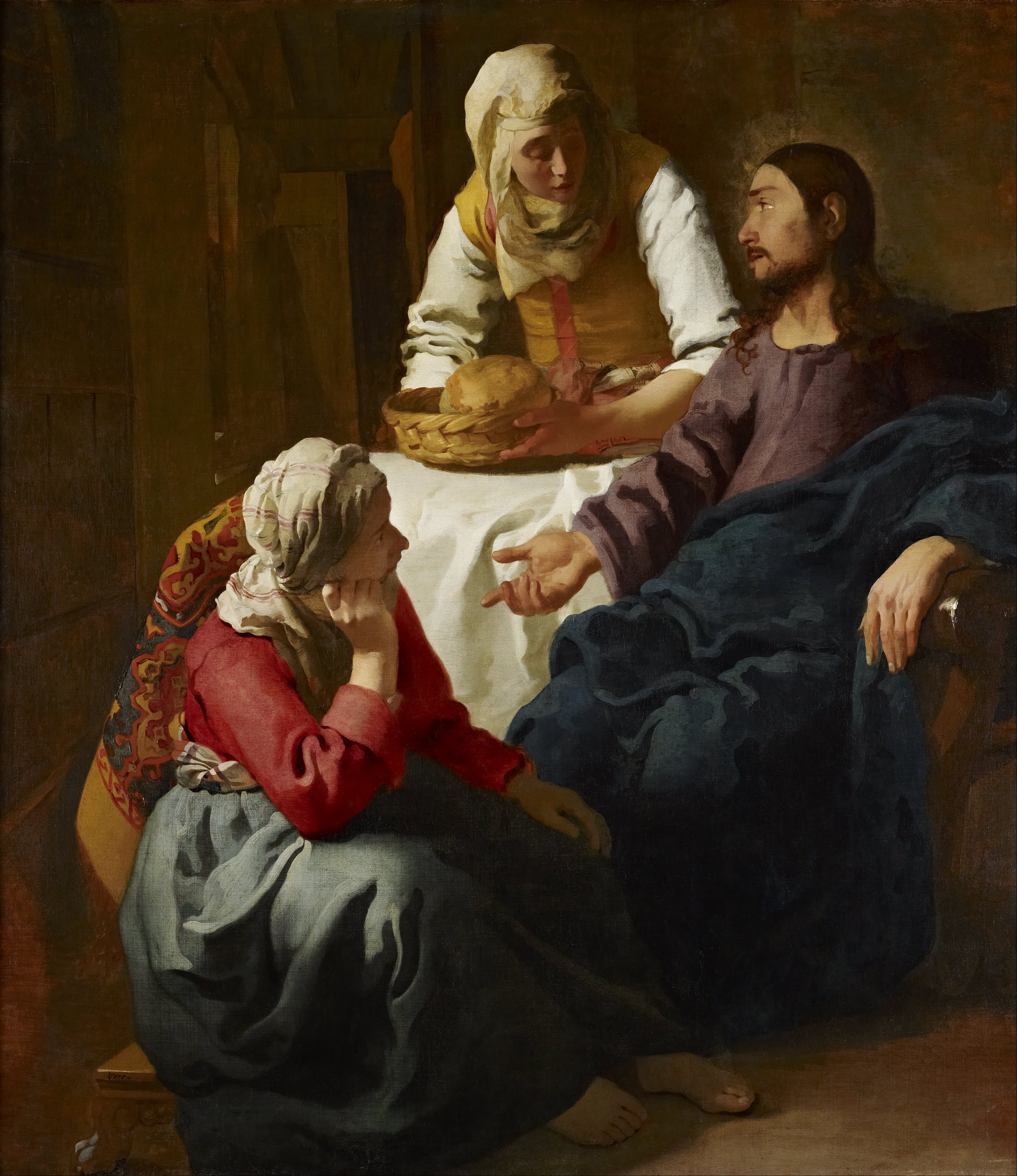
Christus bei Maria und Martha, 1654/1655
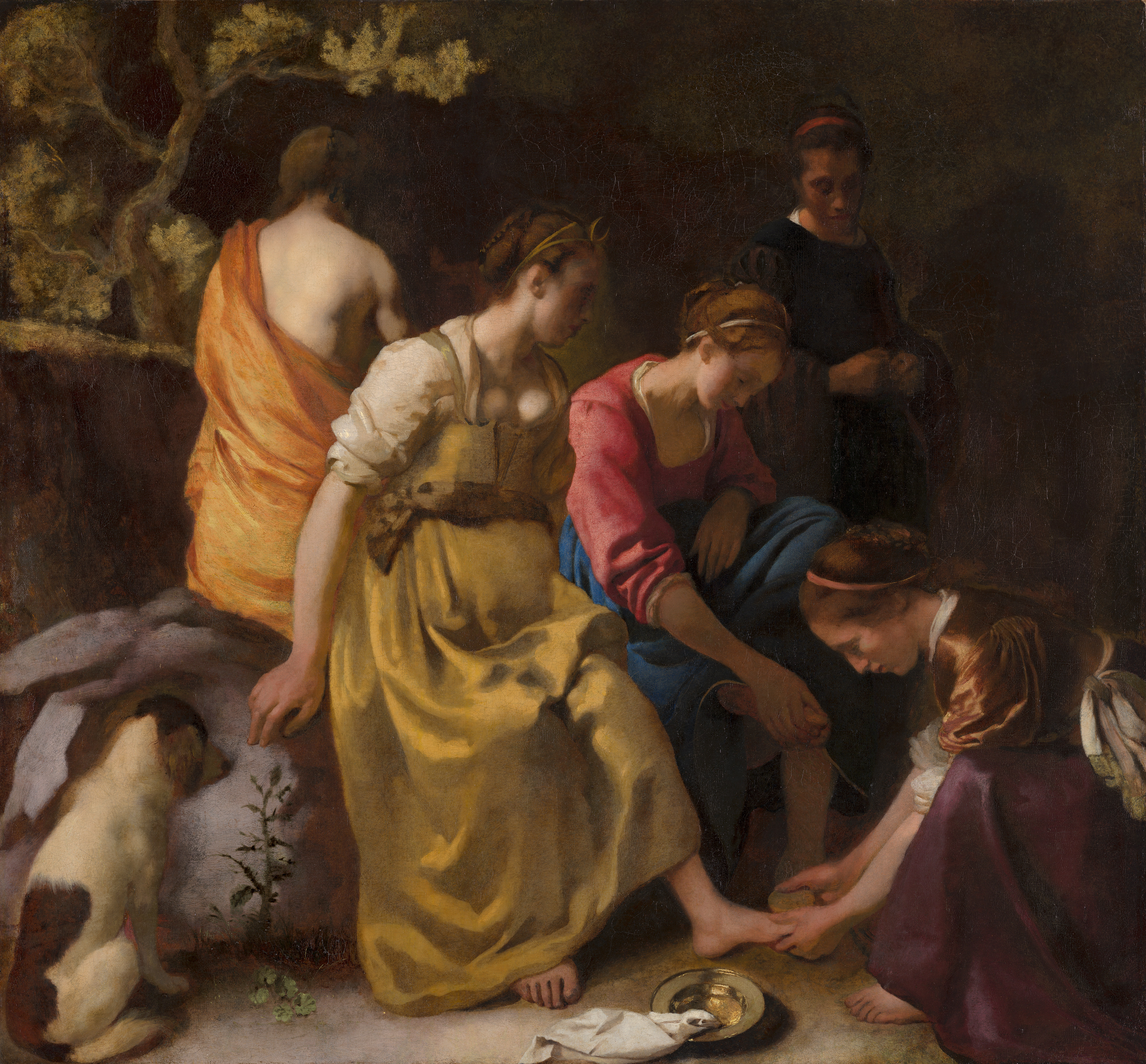
Diana mit ihren Gefährtinnen, 1655/1656
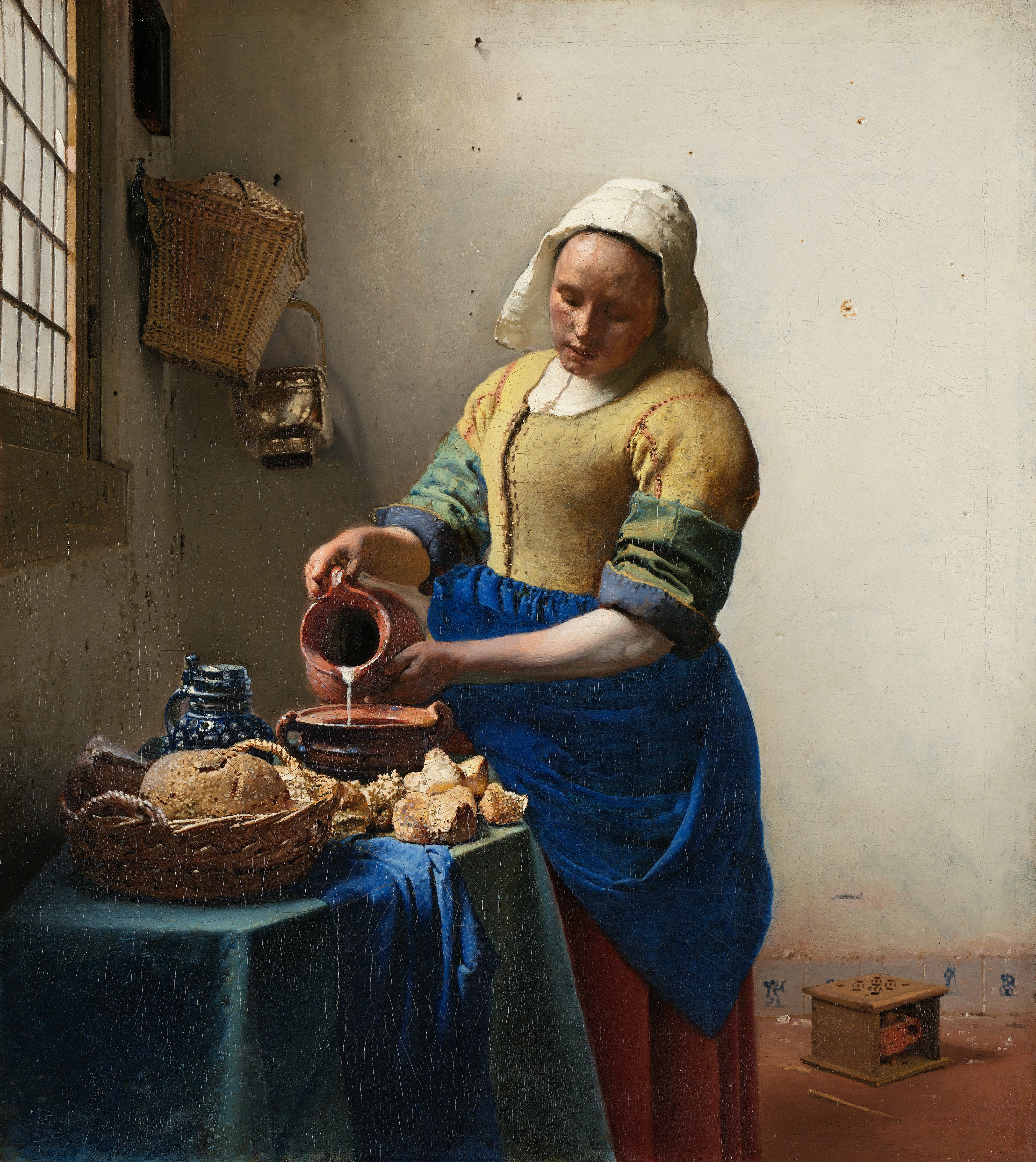
Dienstmagd mit Milchkrug, 1658–1660

## Provenienz und Zuschreibung
Die Geschichte des Bildes Bei der Kupplerin ist über einen langen Zeitraum nach dem Tod Vermeers nicht nachvollziehbar. 1741 gelangte es mit anderen Bildern aus der Gräflich Wallensteinschen Sammlung aus dem böhmischen Dux nach Dresden in die Sammlung der Gemäldegalerie. Das Bild mit der Signatur und Datierung ivMeer 1656 führte aufgrund deren Mehrdeutigkeit zu verschiedenen Zuschreibungen. Dabei ordneten die Autoren der Inventare es je nach verwendeter Schreibweise einem Giovanni van der Meer, Johann van der Meer oder Jean van der Meer zu. Der Name Jean van der Meer wurde zudem mit Lebensdaten verzeichnet, die darauf hindeuten, dass Jan Vermeer van Haarlem gemeint war. Ab 1826 taucht in den Katalogen zudem der Name Jacob van der Meer van Utrecht auf. 1860 verzeichnete Wilhelm Schäfer im beschreibenden Teil seines Kataloges der Sammlung der Gemäldegalerie den Maler des Bildes dem eindeutigen Teil der Signatur folgend nur als Meer. Zudem führt Schäfer eine Zugehörigkeit zur Schule Rembrandts an und weist auch auf einige Zuschreibungen des Bildes zu Jan Vermeer hin.
Ebenfalls im Jahr 1860 schrieb Théophile Thoré das Dresdner Bild Jan Vermeer van Delft zu. Diese Sichtweise wurde bereits zwei Jahre später im Katalog der Gemäldegalerie aufgegriffen.